# Taitó

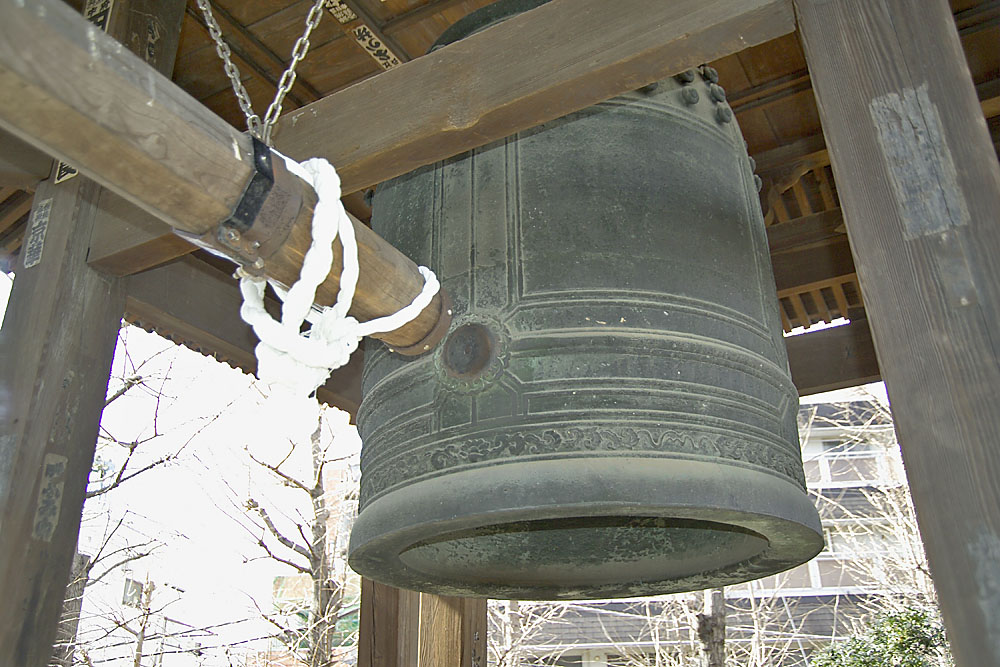
Az 1692-ben öntött Szenszódzsi bronzharangja évszázadokon át jelezte az időt

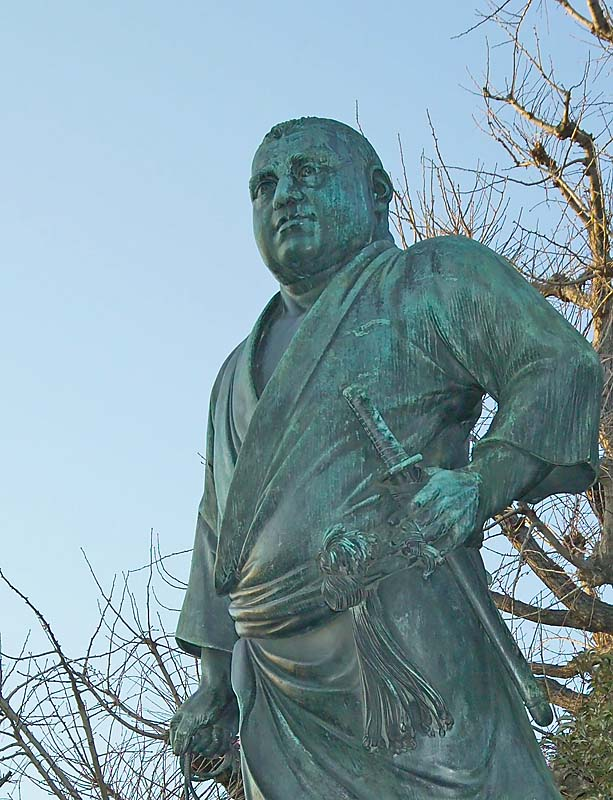
Szaigo Takamori szobra az Ueno parkban az egyik leghíresebb ismertetőjegye Taitónak

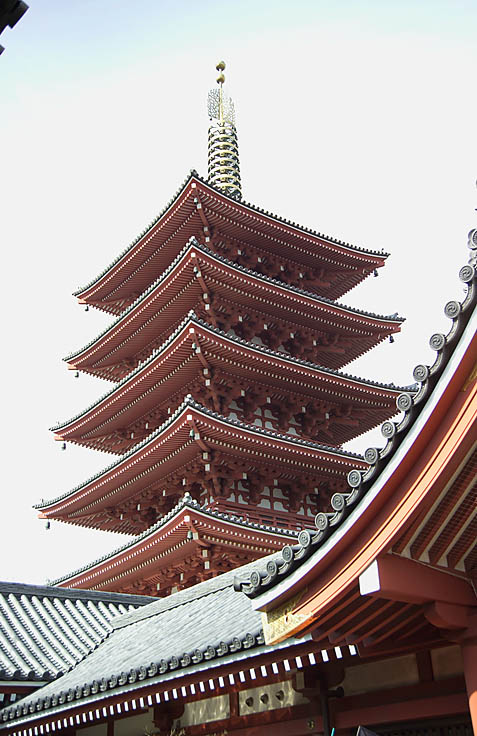
Az ötemeletes pagoda Szenszódzsiban az egyik leghíresebb ismertetőjegye Taitónak

Taitó (台東区, Taitó ku) egyike Tokió 23 kerületének, Japánban.
A 2005. március 15-én tartott népszámlálás adatai szerint a kerület lakossága 160 130 fő, népsűrűsége 15 890 fő/km². Teljes területe 10,08 km².

## Földrajza
Tokió északkeleti részén fekszik, további öt kerület veszi körül: Csijoda, Bunkjo, Arakava, Szumida és Csúó.

## Történelem
Taitó kerületet 1947. március 15-én alapították. Az Edo-kor idején itt működött a Josivara piroslámpás negyede.

## Látványosságok

### Körzetek
- Nakamisze utca
- Akihabara
- Ameyoko
- Janaka
- Aszakusza
- Aszakuszabasi

### Templomok és szentélyek
- Szenszódzsi és Kaminarimon (Mennydörgés kapuja)
- Akiba szentély
- Kaneidzsi
- Kisibodzsin

### Parkok
- Aszakusza park
- Szumida park
- Ueno park
- Janaka park

### Múzeumok és állatkertek
- Aszakura Szoborterem
- Daimjó Óramúzeum
- Nemzeti Nyugati Művészetek Múzeuma
- Japán Nemzeti Tudományos Múzeum
- Tokiói Városi Művészetek Múzeuma
- Tokiói Nemzeti Múzeum
- Ueno no Mori Múzeum
- Ueno Állatkert
- Jokojama Taikan emlékterem

## Oktatás

### Főiskolák és egyetemek
- Tokiói Nemzeti Képzőművészeti és Zeneegyetem
- Ueno Gakuen Egyetem

## Vállalatok

### Kereskedelmi
- Matsuzakaya uenói áruház
- Matsuya uenói áruház

### Egyéb
- Taiyo Yuden, elektronikai vállalat Uenóban

## Események
- Szumidagava Tűzijátékfesztivál
- Aszakusza Szambakarnevál
- Torigoe Shrine Matsuri
- A helyi Szandzsa Macuri egyike Tokió három legnagyszerűbb rendezvényének

## Híres emberek
- Adacsi Jumi színésznő
- Amami Júki színésznő
- Acumi Kijosi színész
- Isida Goro csillagász
- Hajasija Sózó (kilencedik) rakugoka
- Ikenamo Sotaro regényíró, szövegkönyvíró